# Esteban Lazo Hernández
Juan Esteban Lazo Hernández (nascido a 26 de fevereiro de 1944) é um político cubano que é o Presidente da Assembleia Nacional do Poder Popular, o Parlamento de Cuba, desde 2013. Anteriormente, foi Vice-Presidente do Conselho de Estado cubano. É membro do Politburo do Partido Comunista de Cuba desde 1980 e membro da Assembleia Nacional do Poder Popular desde 1981.

A 25 de fevereiro de 2013, Lazo foi nomeado Presidente da Assembleia Nacional do Poder Popular.